# Рамбальди, Бенвенуто да Имола
Бенвенуто Рамбальди да Имола (лат. Benevenutus Imolensis, итал. Benvenuto da Imola; ок. 1336, Имола, Болонья — 1390, Феррара) — итальянский учёный, гуманист, историк, педагог. Наиболее известен своими комментариями к «Божественной комедии» Данте Алигьери.

## Биография
Родился в семье юриста, связанной с гибеллинами. В 1361—1362 годах работал у губернатора Болоньи, племянника кардинала Альборноса.
Жил в Имоле и Болонье, под конец жизни — в Ферраре, называл себя учеником Бокаччо и переписывался с Петраркой и Салютати.
В 1365 году в составе делегации был отправлен с дипломатической миссией от властей Имолы в Авиньон к папе Урбану V с безуспешным требованием утверждения городского устава. Затем поселился в Болонье, где зарабатывал на жизнь, работая учителем. В Болонье Бенвенуто провел десять лет.
В 1373 году он посетил Флоренцию, где слушал лекции Боккаччо о Данте Алигьери. С 1375 года жил в Ферраре, под защитой Никколо II д’Эсте, маркиза Феррары, с которым познакомился в Авиньоне.
Как гуманист, Б. да Имола, предпочитал языческих писателей церковным, хотя и к тем, и к другим относится одинаково критически; оставаясь верующим католиком, он резко нападал на представителей церкви и на средневековые предрассудки.

## Творчество
Писал на средневековой латыни.
Из его сочинений наиболее известны комментарии к некоторым древним авторам (Лукану, Сенеке, Валерию Максиму), а также к «Canzoniere» Петрарки и к «Божественной комедии» Данте Алигьери под названием Comentum super Dantis Aligherii comoediam.
Он также автор нескольких исторических сочинений и комментариев:
- «Romuleon» — компиляция римской истории от падения Трои до Диоклетиана,
- «Augustalis libellus» — краткие заметки о римских императорах от Юлия Цезаря до Венцеслава, и известные только по заглавиям Хроника от сотворения Мира до Рождества Христова и «Opusculum de urbis Mediolani Magnalibus»,
- «Comentum super Dantis Alighieris Comoediam», комментарии произведений Вергилия,

На работы Б. да Имола оказали заметное влияние труды Аверро́эса.